# Gens Sèstia
La gens Sèstia (en llatí Sestia gens) va ser una gens romana originalment patrícia i més tard també plebea.
Sovint els seus membres es confonen amb els Sextius, membres de la gens Sèxtia i probablement els dos noms van ser originalment un de sol però després es devien separar. Els escriptors antics els consideren dos famílies diferents.
Només un membre de la família va obtenir el consolat: Publi Sesti Capitolí Vaticà, l'any 452 aC, que també va ser decemvir l'any 451 aC. Als Fasti no apareix cap més Sesti excepte Luci Sesti que va ser cònsol sufecte l'any 23 aC. Un personatge destacat va ser el Publi Sesti, tribú de la plebs l'any 57 aC i el seu fill Luci Sesti.